# Бишоп, Ральф
Ральф Бишоп (англ. Ralph English Bishop , 1 октября 1915, Бруклин, Нью-Йорк — 1 октября 1974, Санта-Клара, Калифорния) — американский баскетболист, участник летних Олимпийских игр 1936 года в Берлине, олимпийский чемпион.

## Биография
Ральф Бишоп был центровым в баскетбольной команде Вашингтонского университета. В 1936 году эта команда заняла третье место в предолимпийских соревнованиях, и поэтому ей было разрешено делегировать одного игрока для выступления на Олимпиаде. После Олимпиады Бишоп несколько лет играл в чемпионате Ассоциации любительского спорта. 
Он сыграл 12 матчей в сезоне 1948/1949 за Денвер Наггетс в НБЛ.